# Everyday carry

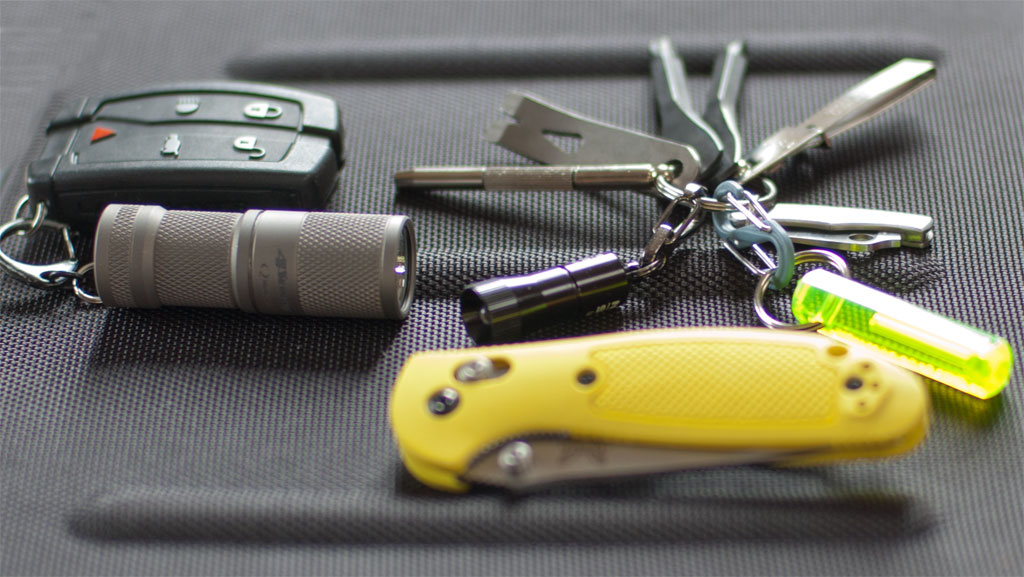
Příklad sady pro každodenní nošení

Everyday carry (EDC, v překladu každodenní nošení) je sada užitečných předmětů, které má člověk denně neustále u sebe. Hlavními důvody pro využívání sady EDC jsou užitečnost a připravenost; pomáhá jednotlivcům překonávat jednoduché každodenní problémy a připravit je i na neočekávané a možná nebezpečné situace. Mezi nejčastější položky EDC patří nože, svítilny, víceúčelové nástroje, peněženky, chytré telefony, hodinky, klíčenky, notebooky, střelné zbraně a pera nebo krabička poslední záchrany.
Ačkoli je sada většinou nošena kapsách v běžného oděvu, možnosti nošení se dají rozšířit použitím doplňků, jako je ledvinka, kabelka, batoh, nebo vesta s kapsami. Způsob uložení položek EDC závisí na účelu a záměrech jejich použití. Pokud se například člověk obává, že bude unesen, a nosí předměty využitelné k útěku, může je ukládat na více diskrétních místech. Každodenní nošení se stalo internetovou subkulturou.